# 加藤敬弘
加藤 敬弘（かとう たかひろ、1940年4月 - ）は、日本の経済学者。高崎経済大学名誉教授。専門分野は経済分析、環境経済学。広島県比婆郡西城町生まれ。2018年秋、瑞宝中綬章受章。

## 学歴
- 1959年3月 広島県立庄原高等学校普通科[3]卒業
- 1964年3月 高崎経済大学経済学部[4]卒業
- 1966年3月 早稲田大学大学院経済学研究科修士課程修了(経済学修士)
- 1971年3月 青山学院大学大学院経済学研究科経済政策専攻博士課程単位取得退学

## 職歴
- 1967年5月 高崎経済大学経済学部助手
- 1969年9月 高崎経済大学経済学部専任講師
- 1973年4月 高崎経済大学経済学部助教授
- 1981年4月 高崎経済大学経済学部教授
- 2006年3月 定年退官